# Nazionale maschile di calcio di Bonaire
La nazionale di calcio di Bonaire è la rappresentativa dell'omonima isola caraibica, dipendenza olandese. Non è membro della FIFA e non può quindi prendere parte alle qualificazioni per il campionato del mondo. Può però partecipare alle competizioni organizzate dalla CONCACAF, come la Gold Cup e la Coppa dei Caraibi.

## Partecipazioni ai tornei internazionali
Legenda: Grassetto: Risultato migliore, Corsivo: Mancate partecipazioni

### Coppa dei Caraibi
La nazionale di Bonaire non ha mai disputato la Coppa dei Caraibi, tentando senza successo di qualificarsi nel 2014.

## Statistiche dettagliate sui tornei internazionali

### Mondiali
| Anno | Luogo   | Piazzamento            | V | N | P | Gol |
| ---- | ------- | ---------------------- | - | - | - | --- |
| 2014 | Brasile | Non iscritta alla FIFA | - | - | - | -   |
| 2018 | Russia  | Non iscritta alla FIFA | - | - | - | -   |

### Gold Cup
| Anno | Luogo                               | Piazzamento      | V | N | P | Gol |
| ---- | ----------------------------------- | ---------------- | - | - | - | --- |
| 2011 | Stati Uniti                         | Non partecipante | - | - | - | -   |
| 2013 | Stati Uniti                         | Non partecipante | - | - | - | -   |
| 2015 | Stati Uniti / Canada                | Non qualificata  | - | - | - | -   |
| 2017 | Stati Uniti                         | Non partecipante | - | - | - | -   |
| 2019 | Stati Uniti / Costa Rica / Giamaica | Non qualificata  | - | - | - | -   |
| 2021 | Stati Uniti                         | Non qualificata  | - | - | - | -   |

### Olimpiadi
Bonaire, essendo una municipalità speciale del Regno dei Paesi Bassi, non ha mai partecipato alle Olimpiadi.

### Confederations Cup
| Anno | Luogo   | Piazzamento            | V | N | P | Gol |
| ---- | ------- | ---------------------- | - | - | - | --- |
| 2013 | Brasile | Non iscritta alla FIFA | - | - | - | -   |
| 2017 | Russia  | Non iscritta alla FIFA | - | - | - | -   |

### Coppa dei Caraibi
| Anno | Luogo             | Piazzamento      | V | N | P | Gol |
| ---- | ----------------- | ---------------- | - | - | - | --- |
| 2010 | Martinica         | Non partecipante | - | - | - | -   |
| 2012 | Antigua e Barbuda | Non partecipante | - | - | - | -   |
| 2014 | Giamaica          | Non qualificata  | - | - | - | -   |
| 2017 | Martinica         | Non partecipante | - | - | - | -   |